# Гавождія
Гавождія (рум. Gavojdia) — село у повіті Тіміш в Румунії. Адміністративний центр комуни Гавождія.
Село розташоване на відстані 346 км на північний захід від Бухареста, 63 км на схід від Тімішоари.

## Населення
За даними перепису населення 2002 року у селі проживали 1519 осіб.
Національний склад населення села:
| Національність | Кількість осіб | Відсоток |
| -------------- | -------------- | -------- |
| румуни         | 1234           | 81,2%    |
| українці       | 211            | 13,9%    |
| цигани         | 32             | 2,1%     |
| угорці         | 24             | 1,6%     |
| німці          | 14             | 0,9%     |

Рідною мовою назвали:
| Мова       | Кількість осіб | Відсоток |
| ---------- | -------------- | -------- |
| румунська  | 1358           | 89,4%    |
| українська | 112            | 7,4%     |
| угорська   | 21             | 1,4%     |
| циганська  | 13             | 0,9%     |
| німецька   | 10             | 0,7%     |